# Valea Dragului, Giurgiu
Valea Dragului este o comună în județul Giurgiu, Muntenia, România, formată numai din satul de reședință cu același nume.
Locuitorii au origini bulgare, bulgarii stabilindu-se aici în perioadele 1806-1814 și 1828-1834. În perioada 1910-1920, în sat se aflau aproximativ 2000 de bulgari, proveniți în principal din satele Pisaneț și Svalenik (regiunea Ruse). 

## Așezare
Comuna se află în marginea estică a județului, pe malul stâng al Argeșului, la limita cu județul Călărași. Este străbătută de șoseaua județeană DJ401, care o leagă spre sud și est de Herăști și Hotarele (unde se termină în DN5B) și spre nord-vest de Vărăști și mai departe în județul Ilfov de Vidra și Berceni (unde se intersectează cu centura Bucureștiului) și de București.

## Demografie
Componența etnică a comunei Valea Dragului
     Români (85,38%)
     Romi (6,13%)
     Alte etnii (0,11%)
     Necunoscută (8,39%)
Componența confesională a comunei Valea Dragului
     Ortodocși (90,96%)
     Alte religii (0,29%)
     Necunoscută (8,75%)
Conform recensământului efectuat în 2021, populația comunei Valea Dragului se ridică la 2.742 de locuitori, în scădere față de recensământul anterior din 2011, când fuseseră înregistrați 3.230 de locuitori. Majoritatea locuitorilor sunt români (85,38%), cu o minoritate de romi (6,13%), iar pentru 8,39% nu se cunoaște apartenența etnică. Din punct de vedere confesional, majoritatea locuitorilor sunt ortodocși (90,96%), iar pentru 8,75% nu se cunoaște apartenența confesională.

## Politică și administrație
Comuna Valea Dragului este administrată de un primar și un consiliu local compus din 11 consilieri. Primarul, Adrian Neagu[*], de la Partidul Național Liberal, este în funcție din 1 noiembrie 2024. Începând cu alegerile locale din 2024, consiliul local are următoarea componență pe partide politice:
|  | Partid                          | Consilieri | Componența Consiliului | Componența Consiliului | Componența Consiliului | Componența Consiliului | Componența Consiliului | Componența Consiliului |
|  | ------------------------------- | ---------- | ---------------------- | ---------------------- | ---------------------- | ---------------------- | ---------------------- | ---------------------- |
|  | Partidul Național Liberal       | 6          |                        |                        |                        |                        |                        |                        |
|  | Alianța pentru Unirea Românilor | 4          |                        |                        |                        |                        |                        |                        |
|  | Partidul Social Democrat        | 1          |                        |                        |                        |                        |                        |                        |

## Istorie
La sfârșitul secolului al XIX-lea, comuna făcea parte din plasa Negoești a județului Ilfov și era formată din satele Ciocoveni, Ghimpați și Valea Dragului, cu o populație de 1926 de locuitori. În comună funcționau o moară cu apă, două biserici (la Ghimpați și Valea Dragului) și o școală mixtă. Anuarul Socec din 1925 consemnează comuna în plasa Vidra a aceluiași județ, având aceeași alcătuire și 2354 de locuitori.
În 1950, comuna a fost arondată raionului Vidra și apoi (după 1952) raionului Oltenița din regiunea București. În 1968, comuna a revenit la județul Ilfov, reînființat, tot atunci fiind desființate și satele Ciocoveni și Ghimpați, comasate cu satul Valea Dragului. În 1981, o reorganizare administrativă regională a dus la transferarea comunei la județul Giurgiu.

## Monumente istorice
Trei obiective din comuna Valea Dragului sunt incluse în lista monumentelor istorice din județul Giurgiu ca monumente de interes local, toate fiind clasificate ca monumente de arhitectură: biserica „Sfântul Mare Mucenic Dimitrie” (1868); școala veche (astăzi grădiniță); și primăria veche (ultimele datând ambele din 1900).

## Personalități locale
- Ioan Popescu (preot)
- Ion Voinescu (1929 - 2018), fotbalist
- Dumitru Velicu, general, comandant al Armatei I si comandant al garnizoanei Bucuresti intre 1984-1988
- Florin Salam ( cântăreț )